# Teorema de Torricelli
O teorema de Torricelli é uma aplicação do princípio de Bernoulli e estuda o fluxo de um líquido contido em um recipiente, através de um pequeno orifício, sob a ação da gravidade.
A partir do teorema de Torricelli pode-se calcular o caudal de saída de um líquido por um orifício. "A velocidade de um líquido em uma vasilha aberta, por um orifício, é a que teria um corpo qualquer, cai no vazio desde o nível do líquido até o centro de gravidade do orifício", matematicamente:
{\displaystyle V_{t}={\sqrt {2\cdot g\cdot \left(h+{\frac {v_{0}^{2}}{2\cdot g}}\right)}}}
Onde:
- {\displaystyle \ V_{t}} é a velocidade teórica do líquido à saída do orifício
- {\displaystyle \ v_{0}} é a velocidade de aproximação.
- {\displaystyle \ h} é a distância desde a superfície do líquido ao centro do orifício.
- {\displaystyle \ g} é a aceleração da gravidade

Para velocidades de aproximação baixas, a maioria dos casos, a expressão anterior se transforma em:
{\displaystyle V_{r}=C_{v}{\sqrt {2\cdot g\cdot h}}}
Onde:
- {\displaystyle \ V_{r}} é a velocidade real média do líquido na saída do orifício
- {\displaystyle \ C_{v}} é o coeficiente de velocidade. Para cálculos preliminares em aberturas de parede delgada pode admitir-se 0.95 no caso mais desfavorável.

tomando {\displaystyle \ C_{v}} =1
{\displaystyle V_{r}={\sqrt {2\cdot g\cdot h}}}
Experimentalmente se tem comprovado que a velocidade média de um jorro de um orifício de parede delgada, é um pouco menor que a ideal, devido à viscosidade do fluido e outros fatores tais como a tensão superficial, daí tem-se o significado deste coeficiente de velocidade.

## Caudal descarregado
O caudal ou volume do fluido que passa pelo orifício em um tempo, {\displaystyle \ Q}, pode ser calculado como o produto de {\displaystyle \ S_{c}}, a área real da seção contraída, por {\displaystyle \ V_{r}}, a velocidad real média do fluido que passa por essa seção, e por conseguinte se pode escrever a seguinte equação:
{\displaystyle Q=S_{c}\cdot V_{r}=(S\cdot C_{c})C_{v}{\sqrt {2\cdot g\cdot h}}}
{\displaystyle Q=C_{d}\cdot S{\sqrt {2\cdot g\cdot h}}}
onde
- {\displaystyle S{\sqrt {2\cdot g\cdot h}}} representa a descarga ideal que ocorreria se não estivessem presentes o atrito e a contração.
- {\displaystyle \ C_{c}} é o coeficiente de contração do veio fluido à saída do orifício. Seu significado se baseia na alteração brusca de sentido que devem realizar as partículas da parede interior próximas ao orifício. É a relação entre a área contraída {\displaystyle \ S_{c}} e a do orifício {\displaystyle \ S}. Deve estar em torno de 0,65.
- {\displaystyle \ C_{d}} é o coeficiente pelo qual o valor ideal de descarga é multiplicado para obter o valor real, e se conhece como coeficiente de descarga. Numericamente é igual ao produto dos outros dois coeficientes. {\displaystyle \ C_{d}=C_{c}C_{v}}

O coeficiente de descarga variará com a carga e o diâmetro do orifício. Seus valores para a água tem sido determinados e tabulados por numerosos pesquisadores experimentais. De forma orientativa se pode tomar valores sobre 0,6. Assim se pode apreciar a importância do uso destes coeficientes para obter resultados de caudal aceitáveis.